# Bloom into you
Bloom into you (jap. やがて君になる, Yagate Kimi ni Naru) ist eine Manga-Serie von Nio Nakatani, die von 2015 bis 2019 in Japan und von 2018 bis 2020 auf Deutsch erschien. Sie wurde 2018 als Anime-Fernsehserie adaptiert. Die Geschichte handelt von der Liebe zwischen zwei Oberschülerinnen und ist ins Genre Yuri einzuordnen.

## Inhalt
Als Leserin von romantischen Mangas erwartete die Schülerin Yū Koito, dass wie in den Geschichten Herzklopfen bekommt wenn ihr ein Junge die Liebe gesteht. Doch als dies zum Ende der Mittelschule passiert, rührt sich bei ihr nichts. Doch sie weiß auch nicht, wie sie damit umgehen und ihn ablehnen soll. Als sie daraufhin auf die Oberschule kommt und einen Klub sucht, wird ihr schließlich das Schulkomitee empfohlen. Dort trifft sie auf dessen gutaussehende Vorsitzende Tōko Nanami. Yū beobachtet, wie erwachsen und höflich Tōko ein Liebesgeständnis ablehnt und fragt sie daher um Rat. Tōko hilft ihr und erzählt, dass sie noch bei keinem Jungen etwas empfunden hat und noch auf den Richtigen wartet. Yū kann ihren Verehrer abweisen, aber kurz darauf ist es Tōko, die ihr gesteht, dass sie sich in sie verlieben könnte. Yū ist nicht sicher, was das bedeuten soll, und in der nächsten Zeit bleibt erstmal alles unverändert. Zusammen mit Tōkos guter Freundin Saeki und dem Jungen Maki, der auch neu im Komitee ist, wird die Wahl des Schulsprechers organisiert.
Überraschend schlägt Tōko, die als Favoritin der Wahl gilt, Yū als ihre Wahlkampfleiterin vor. Die ist verunsichert und verweigert sich, während Saeki enttäuscht ist nicht nominiert worden zu sein. Schließlich lässt sich Yū überreden. Dann stellt sie Tōko zur Rede, wie sie es nun mit der Liebe gemeint habe, und erhält als Antwort einen Kuss.

## Veröffentlichung
Die Serie erschien von April 2015 bis September 2019 im Magazin Comic Dengeki Daiō beim Verlag ASCII Media Works. Dieser brachte die Kapitel auch gesammelt in acht Bänden heraus. Der 6. Band verkaufte sich in der ersten Woche nach Veröffentlichung über 20.000 Mal. Im Dezember 2018 sowie im März 2020 erschienen in Japan zwei Bände der Bloom into you: Anthologie mit Kurzgeschichten, die in der Welt der Serie spielen. Sie wurden von unterschiedlichen Künstlern beigetragen, beteiligt waren Arima, Chomoran, Fifu, Aya Fumio, Furai, Yuriko Hara, Yutaka Hiiragi. Hiroichi. Hachi Itou. Suzume Kumo. Mekimeki. Okara Miyama. Musshu. Nakatani. Yuki. sheepD, sometime, Fuuka Sunohara, Tachi, Ueshita, Yodokawa, Kazuno Yuikawa, Suzu Yuuki und Moke Yuzuhara.
Eine deutsche Übersetzung der Serie erschien ab November 2018 bei Carlsen Manga und wurde im November 2020 in acht Bänden abgeschlossen. Im November 2022 und Februar 2023 erschienen die beiden Bände der Bloom into you: Anthologie. Seven Seas Entertainment veröffentlicht den Manga auf Englisch und J-Pop auf Italienisch.

## Animeserie
2018 entstand unter der Regie von Makoto Katō bei Studio Troyca eine 13-teilige Animeserie zum Manga. Hauptautor war Jukki Hanada, für das Charakterdesign war Hiroaki Gohda verantwortlich und die künstlerische Leitung lag bei Kōki Nagayoshi.
Die Serie wird seit dem 6. Oktober 2018 von den Sendern Tokyo MX, Sun Television, KBS Kyōto, AT-X, TV Aichi, TVQ und BS11 in Japan ausgestrahlt. Die Plattform HIDIVE veröffentlicht parallel dazu eine Fassung mit englischer Synchronisation sowie mit spanischen und portugiesischen Untertiteln. Anime Digital Network streamt eine Version mit französischen Untertiteln.

### Synchronisation
| Rolle        | Japanische Stimme (Seiyū) | deutscher Sprecher |
| ------------ | ------------------------- | ------------------ |
| Tōko Nanami  | Minako Kotobuki           | Melinda Rachfahl   |
| Yū Koito     | Yūki Takada               | Julia Meynen       |
| Seiji Maki   | Taichi Ichikawa           | Ferdi Özten        |
| Sayaka Saeki | Ai Kayano                 | Kirstin Hesse      |

### Musik
Die Musik der Serie wurde von Michiru Oshima komponiert. Der Vorspanntitel ist Kimi ni Furete (君にふれて) von Riko Azuna und für den Abspann verwendete man das Lied hectopascal von Yūki Takada und Minako Kotobuki.

## Theaterstück
Am 25. Januar 2019 wurde bekannt, dass Bloom into you eine Umsetzung als Theaterstück erhalten werde, das ab Mai gleichen Jahres aufgeführt werden soll.

## Fernsehdrama
Am 26. Juni 2024 wurde bekannt, dass das thailändische Medienunternehmen Hollywood Queen die Produktion einer Fernsehserie basierend auf die Mangareihe plant, ohne dabei weitere Details zu nennen.